# Cadeia Pública de Cuiabá
A Cadeia Pública de Cuiabá é um presídio em Cuiabá, Mato Grosso. Sua construção foi fruto do projeto de Joaquim Raimundo de Lamare que, em 1857, observou a necessidade da criação de uma instituição prisional na Capital da Província. O projeto teve seu início em 1859 e foi concluído três anos depois. Funcionou como Cadeia Pública até 1975, quando a jurisdição foi transferida para o Presídio Central no governo de José Garcia Neto. Atualmente sedia o Centro de Reabilitação Dom Aquino Corrêa, tendo sido tombado como patrimônio  do Estado em 9 de janeiro de 1984.
Em termos de estrutura, os alicerces da cadeia são em pedra canga até cinco palmos acima do chão, com as paredes formadas de adobe e o muro continuado com taipa. Na entrada uma escada (ou paiol) de pedra canga, sendo as arestas dos degraus reforçadas e protegidas por capas de ferro e as cavidades enchidas com cimento artificial, o calçamento de pedras cangas e de pedra cristal.